# Tonkin-Stumpfnase
Die Tonkin-Stumpfnase (Rhinopithecus avunculus), auch Tonkin-Goldaffe ist eine Primatenart aus der Gruppe der Schlankaffen (Presbytini). Von dieser Art leben nur noch weniger als 200 Tiere im nördlichen Vietnam, damit zählt sie zu den bedrohtesten Primatenarten weltweit.

## Merkmale
Das Fell der Tonkin-Stumpfnasen ist an der Oberseite schwarzgrau und am Bauch, an der Unterseite des Schwanzes und an der Innenseite der Gliedmaßen weißlich gefärbt. Der Kopf ist rundlich, das Gesicht ist ebenfalls weiß. Wie alle Stumpfnasen ist dieser Affe durch eine kurze Stupsnase charakterisiert, deren Öffnungen nach vorne gerichtet sind. Rund um die Augen und die Nase ist die Haut unbehaart und hellblau gefärbt, um den Mund schwarzblau. An der Kehle befindet sich ein orangefarbener Fleck. Männchen erreichen eine durchschnittliche Kopfrumpflänge von 65 Zentimetern, der Schwanz ist mit 83 Zentimeter deutlich länger. Weibchen werden 54 Zentimeter lang und haben einen 68 Zentimeter langen Schwanz. Mit rund 14 Kilogramm sind Männchen deutlich schwerer als Weibchen, die rund 8,5 Kilogramm auf die Waage bringen.

## Verbreitung und Lebensraum

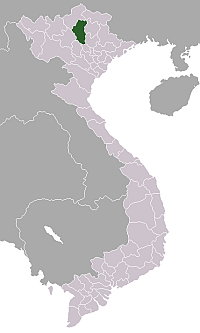
Lage der Provinz Tuyên Quang. dem Hauptverbreitungsgebiet der Tonkin-Stumpfnase

Als einziger Vertreter der Stumpfnasen neben den burmesischen Stumpfnasenaffen lebt die Tonkin-Stumpfnase nicht in China, sondern im nördlichen Vietnam, dem namensgebenden Tonkin. Ihr früheres Verbreitungsgebiet wurde stark eingeschränkt, heute leben sie nur noch in einem rund 100 km2 großen Gebiet in den Provinzen Tuyên Quang und Bắc Kạn. Ihr Lebensraum sind Monsunwälder.

## Lebensweise
Tonkin-Stumpfnasen sind Baumbewohner und sind wie alle Altweltaffen tagaktiv. Sie leben in Haremsgruppen zusammen, das heißt ein Männchen, mehrere Weibchen und der dazugehörige Nachwuchs. Die durchschnittliche Gruppengröße beträgt 15 Tiere. Die übrigen Männchen bilden oft sogenannte Junggesellengruppen. Einzelne Gruppen schließen sich öfter zu größeren Verbänden zusammen.
Die Nahrung dieser Affen besteht aus Blättern, Früchten und Samen, die Zusammensetzung der Nahrung variiert aber jahreszeitenbedingt. So dürften Blätter im Frühling und Früchte im Herbst den Hauptanteil der Nahrung bilden.
Über die Fortpflanzung ist wenig bekannt. Nach einer rund 200-tägigen Tragzeit bringt das Weibchen ein einzelnes Jungtier zur Welt.

## Bedrohung
Tonkin-Stumpfnasen zählen zu den bedrohtesten Primatenarten. Hauptursachen dafür sind die fortschreitende Zerstörung ihres Lebensraums, hinzu kommt die Bejagung. Auch militärische Konflikte im Verbreitungsgebiet der Art dürften zu ihrem Rückgang beigetragen haben. Die IUCN schätzt die Gesamtpopulation auf weniger als 200 Tiere und listet die Art als „vom Aussterben bedroht“ (critically endangered).
Eine Untersuchung der Erbanlagen der 125 bis 130 Individuen einer Population im Waldgebiet von Khau Ca (Provinz Hà Giang) ergab, dass deren mitochondriale DNA keinerlei genetische Variabilität aufweist.